# Carpow
Carpow è una frazione situata a Perth e Kinross, in Scozia. Si trova ad Est della confluenza del fiume Tay e del fiume Earn ed a 2 km a nordest di Abernethy.

## Etimologia
Il nome Carpow è di origine pitta. Il primo elemento è *cair, che significa "forte, castello", ed il secondo è *pol, che significa "bruciatura (lieve)" (una parola simile in lingua gallese è caer-pwll).

## Archeologia
Carpow è un sito archeologico molto importante. In epoca romana l'insediamento era sede di un accampamento e di un forte in mattoni. Questo che porta a pensare l'intenzione di rimanere per un periodo prolungato. Un frammento di croce pitto-scozzese dell'alto medioevo faceva parte un tempo dell'architrave di un pozzo a Carpow House.

### Il forte romano

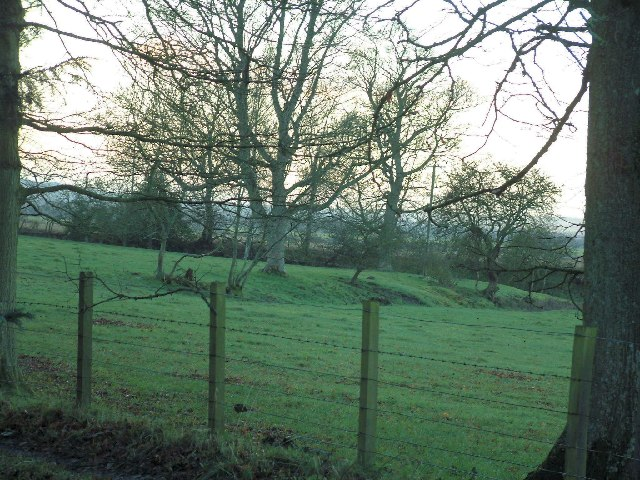
Fortezza romana a Carpow

Il forte romano di Carpow è stata una fortezza romana situata nella confluenza dei fiumi Tay e Earn. La fortezza è nota per essere stata occupata dalla fine del II secolo d.C. fino all'inizio del III secolo d.C.. Gli scavi nel sito del forte non sono ancora del tutto completati, ma si ritiene che sia servito come deposito di rifornimenti navali per le forze romane nelle pianure centrali delle Lowlands. La sua occupazione coincise anche con le campagne di Settimio Severo nella zona.